# Белый бушлат
«Белый бушлат, или Мир военного корабля» (англ. White-Jacket; or, The World in a Man-of-War) — роман американского писателя Германа Мелвилла, написанный в 1849 году и впервые изданный в 1850 году. Мелвилл написал его под впечатлением от своей службы на военном фрегате. Роман был благожелательно встречен критиками, он считается одной из главных вершин литературной маринистики и последней подготовительной ступенью перед главным шедевром Мелвилла — «Моби Диком».

## Сюжет
Главный герой романа — молодой матрос, который в 1843 году в одной из тихоокеанских гаваней поступает на службу на американский фрегат. Из-за необычной для матроса одежды он получает прозвище Белый Бушлат. Плавание затягивается на целый год, и за это время герой успевает изучить морскую жизнь, убедиться в том, насколько несправедливо и неразумно она устроена. Литературоведы видят в центральном персонаже черты самого Германа Мелвилла.

## Создание и оценки
Герман Мелвилл написал «Белый бушлат» летом 1849 года в рекордные сроки — в течение двух с половиной месяцев. Работа шла в Нью-Йорке в тяжёлых условиях: в городе стояла сильная жара, бушевала эпидемия холеры, но писатель должен был довести дело до конца как можно быстрее. Ему нужны были деньги на содержание жены и маленького сына, а вышедшая в начале 1849 года книга «Марди» оказалась убыточной. И «Белый бушлат», и написанную перед ним книгу «Редберн» Мелвилл характеризовал в частной переписке как произведения, которые он создавал «за деньги подобно тому, как другие люди пилят дрова». Литературоведы видят в тексте явные следы спешки и проблемы с композицией; они констатируют, что автор испытывал чувство неудовлетворённости, к которому, однако, примешивалась радость творчества.
Писатель использовал в работе свой личный опыт плавания на фрегате «Юнайтед Стейтс» в 1844 году. Долгое время роман считали беллетризованным отчётом об этом путешествии, используя его как источник для биографии Мелвилла. Однако постепенно выяснялось, что только некоторые из описанных в «Белом бушлате» событий произошли на борту «Юнайтед Стейтс». Корабельный секретарь фрегата Г. Робертсон написал в своём экземпляре: «Возможно, создавая книгу, автор опирался не только на собственный опыт, но использовал также материал, позаимствованный из чужих дневников или рассказов». Установлено, что Мелвилл брал целые эпизоды из «Тридцати лет вдали от дома» Сэмюела Лича и «Морских очерков» Натаниэля Эймза, использовал свои воспоминания о других плаваниях и морской фольклор.
Первые рецензенты (и американские, и британские) восприняли «Белый бушлат», опубликованный в 1850 году, очень доброжелательно. Высокую оценку получили, в частности, знание автором жизни на флоте и его умение описывать морскую стихию. Анонимный рецензент из журнала Дублинского университета даже назвал Мелвилла лучшим из современных маринистов, хотя обычно британцы считали таковым капитана Марриета. Американский писатель Эверт Дайкинк написал в своём отзыве, что в «Белом бушлате» заметно «острое чувство жизни, смешанное с возрастающим весом размышлений, радующих или угнетающих человеческую душу, характерное для последних сочинений г-на Мелвилла».
Несмотря на стремление писателя сделать описания морской жизни достоверными и занимательными, роман не снискал успеха у публики. Сейчас он считается одним из главных произведений американской литературной маринистики, последней подготовительной ступенью перед главным шедевром Мелвилла — «Моби Диком»: корабль здесь становится «образом мира», с описанием флотских будней соседствуют масштабные философские отступления.
Публикация «Белого бушлата» имела значимые последствия не только для литературы. Сенатор от Нью-Гэмпшира Джон П. Хейл, впечатлённый книгой, добился в сентябре 1850 года принятия Конгрессом США запрета телесных наказаний на американском флоте. Прототип одного из отрицательных героев, Томас ап Кейтсби Джонс, в том же году был привлечён к военному суду и признан виновным по трём пунктам обвинения, в основном связанным с притеснением младших офицеров. Его отстранили от командования на два с половиной года (впрочем, позже Джонс был восстановлен в должности и даже получил невыплаченное жалованье).